# Liste des épisodes pilotes de Kaamelott
Chronologie
Livre I
Ces épisodes sont considérés comme des pilotes de la série Kaamelott, c’est-à-dire des épisodes de travail. Seuls les épisodes 8 à 11 ont la présentation définitive de la série (format, musique et génériques comme au Livre I). Et seuls deux épisodes pilotes ont été diffusés, La Carte et Le Repas de famille, les autres sont inédits. Ils sont présents dans le troisième DVD du coffret Kaamelott Livre I : L’intégrale.

## Dies iræ
Dies iræ est le court métrage à l’origine de la série Kaamelott, réalisé et produit par Alexandre Astier en 2003,.
Ce court métrage de quatorze minutes peut être visionné dans le troisième DVD de l’intégrale du Livre I. Sa seule diffusion à la télévision remonte au 12 septembre 2003 sur TLM.

### Synopsis
Une journée de plus à la Table ronde… Prières latines, quête du Graal…
Mais aujourd’hui, rien ne va plus : le seigneur Lancelot développe un tic des sourcils. Pour ne rien arranger, le roi Arthur se rend compte qu'il est le seul à comprendre le latin. La situation s’envenime rapidement lorsque le Père Blaise (le scribe) perd l’ordre du jour, et que les cuisiniers sollicitent l’aide des chevaliers pour équeuter des haricots.
Entre Graal factice et débilité ambiante, Arthur découvre vite que ses chevaliers de la Table ronde ne sont pas aussi vaillants et sérieux que la légende le prétend.

### Distribution
De nombreux acteurs de Dies iræ ont repris leur rôle dans Kaamelott :
- Tony Saba : Hervé de Rinel
- Thomas Cousseau : Lancelot du Lac
- Lionnel Astier : Léodagan, roi de Carmélide
- Alexis Hénon : Galessin, duc d’Orcanie
- Nicolas Gabion : Bohort, chevalier
- Franck Pitiot : Perceval le Gallois
- Jean-Christophe Hembert : Karadoc de Vannes
- Alexandre Astier : Arthur, roi de Bretagne
- Jean-Robert Lombard : Père Blaise
- Jacques Chambon : Merlin l’Enchanteur

D’autres acteurs divergent néanmoins d’avec la série :
- Thierry Chantrel : le cuisinier
- Gaëlle Konaté : Guenièvre
- Simon Astier : le coupe-citron
- Alexia Sauvageon : Angharad
- Carine Greilsamer : suivante de Guenièvre
- Jeanne Astier : Morgause
- Ariane Astier : Mordred
- Franck Tiretripe : un garde

### Fiche technique
- Réalisateur : Alexandre Astier

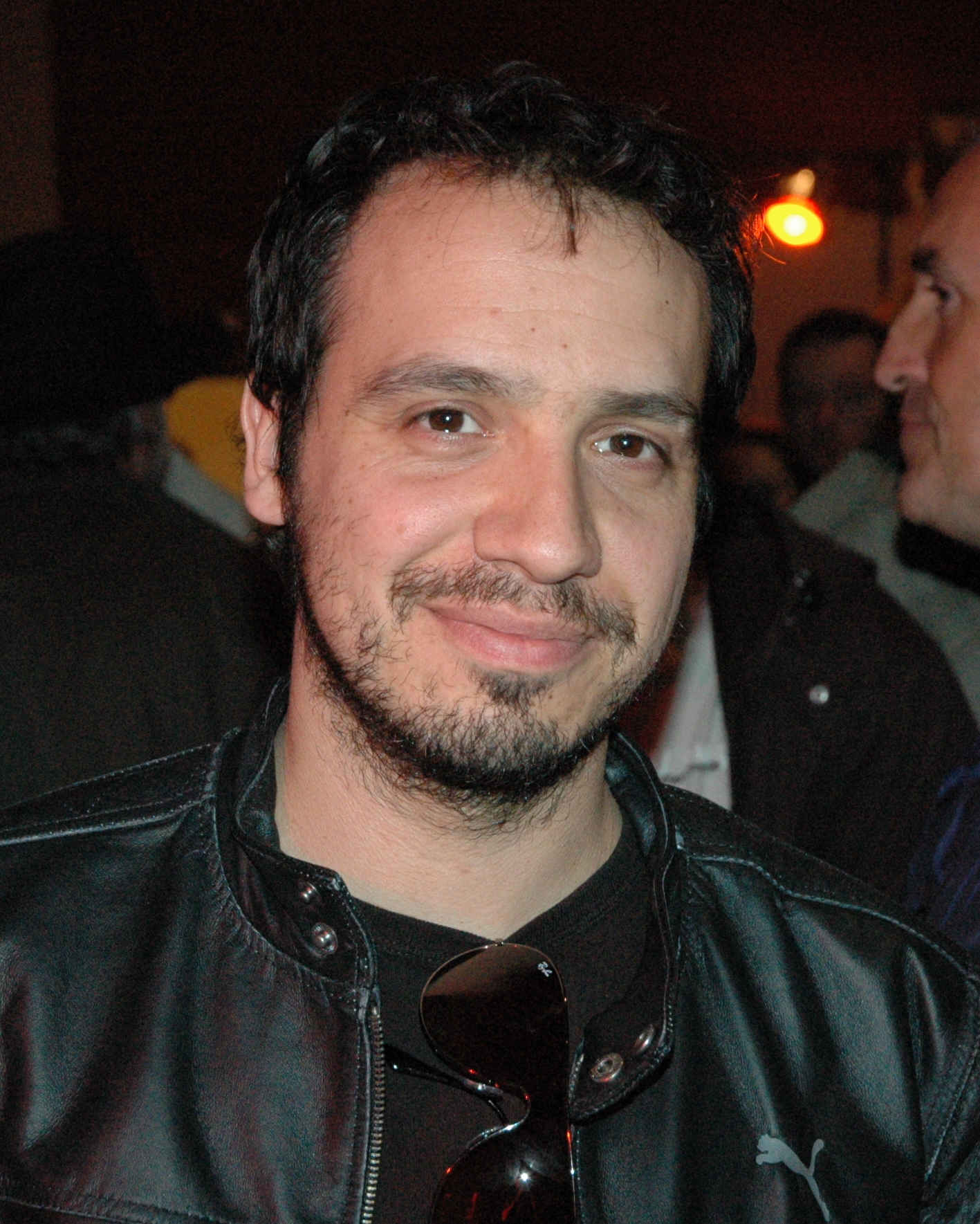
Alexandre Astier au festival Tours-Métrages en 2008.

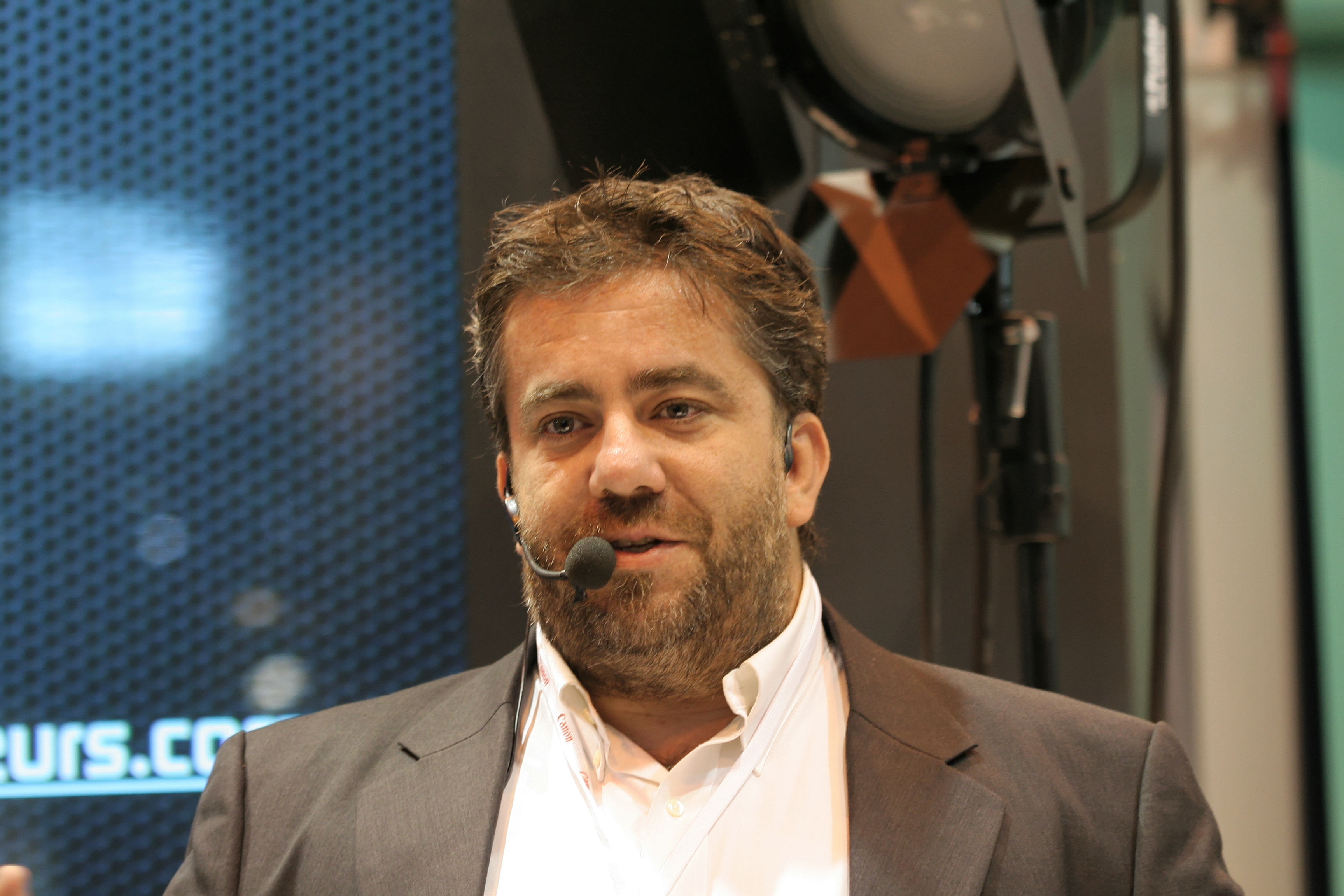
Emmanuel Pampuri au salon de la photo en 2011.

- Société de production : Acting Studio
- Durée : 14 minutes
- Chef opérateur : Jean-Luc Sevilla
- Chef monteur : Emmanuel Pampuri
- Opérateur son : Thierry Paret
- Chef décorateur : Olgierd Hordiejuk-Zaniewicki
- Chef costumière : Anne-Gaëlle Daval
- 1er assistant réalisateur : Olivier Leyronnas
- Directrice de production : Joëlle Sevilla
- Chargée de production : Maya Mincet
- Script : Anne-Laure Castells
- 2e assistant réalisateur : Virginie Dubach
- 1er assistant opérateur : Sandra Ducourneau
- 2e assistant opérateur : Yann Aubert
- Essais caméra : Fabrice Bismuth
- Perchman : Christophe Gay
- Régisseurs : Olivier Vidal, Mikaël Gorce, Yvan Ruello, Sébastien Chapuillot, Audrey Debard
- Habillage armures : Franck Tiretripe
- Maquillage : Véronique Dejean
- Décorateur accessoiriste : Ludovic Fillod
- Assistant accessoiriste : Wigunt Hordiejuk-Zaniewicki
- Décorateur Table ronde : Seymour Laval
- Chef électricien : Frédéric Foropon
- Électricien : Stéphane Noailly
- Stagiaire électricien : Sandrine France
- Chef machiniste : Pierre Ventre
- Chevaux : Le Galop des Allinges
- Photographe plateau : Maya Mincet
- Étalonnage et effets spéciaux : Frédéric Aujas
- Post-production image : Les Machineurs - CPDM
- Mixage son : Miroslav Pilon
- Caméra : Planning Caméra
- Laboratoire : Planning By Dejonghe
- Pellicule : Kodak
- Sécurité : A3S
- Remerciements : Les Chevaliers de Franche-Comté, la ville et les habitants de Saint-Quentin-Fallavier (Isère), la compagnie du Théâtre des Asphodèles, la famille Bergez, l'école de menuiserie de Cormaranche, Gahize Boutique, Mandragore Boutique, La Cave des voyageurs, René Witold et Biroc, Laurent Volle, Christophe Plateau, Erik et Céline, Fanny Gamet, Ali Selkim, Virginie, Julien, Anne, Bernard et Cap'tain

### Récompenses[3]
- 2003 : Prix du public au festival Off-Courts de Trouville-sur-Mer.
- 2003 : Prix spécial du jury au Festival du court métrage d'humour de Meudon.
- 2003 : Mention du jury au festival du film d’action et d’aventures de Valenciennes.
- 2004 : Prix du public du court métrage francophone au festival Comédia / Juste pour rire de Montréal.

## Le Duel

### Synopsis
Le roi Arthur rentre de campagne chez les Saxons. Pour le divertir et fêter son retour au château de Kaamelott, les chevaliers Gauvain et Calogrenant se battent en duel. Cependant ils avancent très lentement, et Arthur décide d'aller manger avec la reine Guenièvre en haut des remparts. Il continue toutefois à surveiller le duel.

### Distribution[4]
- Alexandre Astier : roi Arthur,
- Vanessa Guedj : Guenièvre,
- Aurélien Portehaut : Gauvain,
- Stéphane Margot : Calogrenant,

Ces acteurs ont repris le même rôle dans la série Kaamelott, sauf Vanessa Guedj, qui interprétera Angharad, la suivante de Guenièvre.

### Fiche technique
- Réalisateur : Alexandre Astier,
- Scénario écrit par Alexandre Astier,
- Décors par Audric Kaloustian,
- Musique par Alexandre Astier,
- Costumes par Anne-Gaëlle Daval,
- Image par Jean-Luc Sévilla,
- Son par Thierry Paret.

## L'Invasion viking

### Synopsis
Le roi Arthur déjeune avec son beau-père Léodagan, le roi de Carmélide, lorsqu'accourt Bohort, qui, affolé, leur annonce une invasion de Vikings, qui menacent de raser le château si un tribut ne leur est pas versé.
Face à seulement deux Vikings, les avis sont partagés quant à la manière de résoudre le conflit.

### Distribution[5]
- Alexandre Astier : roi Arthur,
- Lionnel Astier : Léodagan, roi de Carmélide,
- Nicolas Gabion : Bohort de Gaunes,
- Jacques Chambon : Merlin, enchanteur de Kaamelott,
- Bruno Boëglin : Sven, chef viking,
- Simon Astier : le serveur,
- Thibault Roux : le guerrier viking.

Alexandre Astier, Lionnel Astier et Nicolas Gabion reprendront les mêmes rôles dans la série Kaamelott, tandis que Simon Astier deviendra Yvain, Thibault Roux Grüdü, et Bruno Boëglin redeviendra le chef viking dans l'épisode Le dialogue de paix II.

### Fiche technique
- Réalisation : Alexandre Astier,
- Scénario : Alexandre Astier,
- Musique : Alexandre Astier,
- Décors : Audric Kaloustian,
- Costumes : Anne-Gaëlle Daval,
- Image : Jean-Luc Sévilla,
- Son : Thierry Paret.

## La Bataille rangée

### Synopsis
Le Roi Arthur surveille une bataille depuis une hauteur. Il est en compagnie du chevalier Lancelot et de Merlin. Kay, quant à lui, sonne du cor et bouge les drapeaux pour indiquer à l'armée quelles manœuvres elle doit effectuer. Cependant l'armée n'obéit plus et la bataille se transforme vite en débâcle pour eux.
Merlin est alors sollicité pour tenter de renverser la situation. Sa boule de feu, bien qu'elle touche Arthur, enflamme la tenue du chef ennemi et provoque la surprise de l'ennemi. Mais Galessin vient les avertir : les troupes font retraite, vu qu'il y a un incendie qui se propage. Arthur, dépité, rentre au château sans finir la bataille.

### Distribution[6]
- Alexandre Astier : Le Roi Arthur,
- Thomas Cousseau : Lancelot,
- Jacques Chambon : Merlin
- Julien Dutel : Kay,
- Alexis Hénon : Galessin.

Tous ces acteurs ont plus tard repris le même rôle dans la série Kaamelott.

### Fiche technique
- Réalisateur : Alexandre Astier,
- Scénario écrit par Alexandre Astier,
- Décors par Audric Kaloustian,
- Musique par Alexandre Astier,
- Costumes par Anne-Gaëlle Daval,
- Image par Jean-Luc Sévilla,
- Son par Thierry Paret.

## La Romance de Perceval
Il a été réalisé en 2004 par Alexandre Astier.

### Synopsis
Perceval conte fleurette à Angharad, et lui avoue qu'il n'est pas très intelligent. La suivante lui confie qu'elle non plus n'est pas très maligne. Ils s'apprêtent à s'embrasser quand l'écuyer de Perceval envoie une pierre sur la tête de celui-ci : il veut le prévenir de l'arrivée prochaine de la reine et de sa mère, qui recherchent Angharad.
Une fois arrivées devant eux, elles interrogent Perceval sur ce qu'ils faisaient là. Perceval tente de raconter une prétendue rencontre avec la Dame du Lac pour forcer la reine à lui accorder la main d'Angharad. Mais sa façon de considérer l'alliance qui lui serait "imposée" vexe Angharad, qui refuse tout net les fiançailles.

### Distribution[7]
- Franck Pitiot : Perceval
- Audrey Fleurot : Angharad
- Vanessa Guedj : Guenièvre
- Joëlle Sevilla : Séli
- Mathias Varenne : l'écuyer de Perceval

Certains de ces acteurs ont repris le même rôle dans la série Kaamelott, mais Vanessa Guedj interprétera Angharad, la suivante de Guenièvre, et Audrey Fleurot celui de la Dame du Lac.

### Fiche technique
- Réalisateur : Alexandre Astier
- Scénario écrit par Nicolas Gabion

## Les Funérailles d'Ulfin
Il a été réalisé en 2005 par Alexandre Astier.

### Synopsis
Le bûcher sur lequel on va brûler le récemment décédé sire Ulfin est dressé, mais le feu a du mal à prendre. Le temps que le serviteur aille chercher du bois sec au château, Arthur prend la parole. Mais il se rend compte que le mort n'est pas du tout mort, et qu'il a l'air assez contrarié en le voyant.
La veillée funèbre se transforme en banquet un peu plus joyeux, où Ulfin raconte à quel point il avait des relations privilégiées avec Ygerne. Si celle-ci supporte assez bien la teneur du discours, Arthur le goûte moyennement, à tel point qu'il décide de tuer le pique-assiette.

### Distribution[8]
- Alexandre Astier : roi Arthur
- Simon Astier : un serviteur
- Jean-Robert Lombard : Père Blaise
- Josée Drevon : Ygerne
- Jean-Marie Boëglin : Ulfin
- Lionnel Astier : Léodagan

Ces acteurs ont repris le même rôle dans la série Kaamelott, excepté Simon Astier, qui reprendra le rôle d'Yvain. Jean-Marie Boëglin est le père de Bruno Boëglin, qui joue le personnage du chef viking Sven

## Le Chevalier femme

### Synopsis
Petronius, archevêque de Bologne et représentant du Pape, est invité à la Table ronde, et usurpe quelque peu le rôle du père Blaise. Mais voilà que s'assoit un retardataire, Edern, chevalier... mais surtout femme ! Les réactions des autres participants sont assez misogynes, jusqu'à ce que Petronius rappelle que le monopole de la recherche du Graal, laissé par la Papauté à la Table ronde, s'accompagne de certaines règles, et que la participation d'une femme est hors de question.
Plutôt gênés par la présence d'Edern au départ, les autres chevaliers font bloc dès que Petronius veut les faire plier devant l'autorité du Saint-Père. Edern emploie d'ailleurs un langage et des manières assez viriles, et s'en prend vertement au légat. Devant cette levée de boucliers, Petronius bat en retraite, et Arthur se déclare heureux d'accueillir Edern à la Table. Jusqu'à ce que celle-ci propose des tartes, qu'elle a faites elle-même, aux autres chevaliers.

### Distribution[9]
- Alexandre Astier : roi Arthur
- Émilie Dequenne : Edern
- Ilario Calvo : Petronius
- Thomas Cousseau : Lancelot
- Alexis Hénon : Galessin
- Stéphane Margot : Calogrenant
- Nicolas Gabion : Bohort
- Jean-Robert Lombard : Père Blaise
- Franck Pitiot : Perceval
- Jean-Christophe Hembert : Karadoc

Ces acteurs ont repris le même rôle dans la série Kaamelott. 

## La Carte
Il a été réalisé en 2003 par Alexandre Astier.

### Synopsis
Un soir, le Roi Arthur et Lancelot préparent une bataille pour le lendemain, en se servant d'une carte. Ils souhaitent que Perceval parte soulever des archers près de la frontière de Galles pour contrer l'invasion des Pictes et des Angles. Mais Perceval a du mal à comprendre le plan de bataille, confond les Angles avec les angles, et n'a pas la force de soulever un homme, alors une trentaine...

### Analyse
Selon Justine Breton, cet épisode est un exemple concernant l’approche comique de la guerre, sans toutefois la montrer, qu’adopte la série d’Alexandre Astier. En effet, on ne voit jamais les Angles mais l’absurdité de la scène réside dans la mésentente du plan de bataille des trois personnages.

### Distribution[11]
- Alexandre Astier : Le Roi Arthur,
- Thomas Cousseau : Lancelot,
- Franck Pitiot : Perceval,
- Jean-Christophe Hembert : Karadoc.

Tous ces acteurs reprendront les mêmes rôles dans la série Kaamelott. 

## Le Repas de famille
Épisode pilote. Il a été réalisé en 2004 par Alexandre Astier.

### Synopsis
Le roi Arthur déjeune avec ses beaux-parents et sa femme. Guenièvre mange comme un oiseau afin de préserver sa ligne. Mais Arthur dit qu'il ne s'y intéresse pas, étant donné qu'elle ne sera jamais mince, vu sa morphologie. Guenièvre est vexée.
Parti sur le sujet des invasions, Léodagan insiste pour qu'Arthur intervienne. Celui-ci lui rétorque que le roi de Carmélide pourrait également intervenir, puisqu'ils sont alliés et que c'est la raison pour laquelle il a épousé Guenièvre. Celle-ci prend alors conscience qu'Arthur ne l'a pas épousée par amour.

### Distribution[12]
- Alexandre Astier: Arthur

- Anne Girouard: Guenièvre

- Lionnel Astier: Léodagan
- Joëlle Sevilla: Séli

## Le Répurgateur

### Synopsis
Au pied des murailles du château, Arthur, Lancelot, le Père Blaise et le Répurgateur jugent les personnes que le Répurgateur a accusées d'hérésie. Bientôt Perceval et Karadoc sont accusés d'être nécrophages et incantateurs.

### Distribution[13]
- Alexandre Astier : Arthur,
- Thomas Cousseau : Lancelot,
- Jean-Robert Lombard : le Père Blaise,
- Élie Semoun : le Répurgateur,
- Franck Pitiot : Perceval,
- Jean-Christophe Hembert : Karadoc.

## Le Labyrinthe
Il a été réalisé en 2003 par Alexandre Astier.

### Synopsis
Le Roi Arthur est tiré de son lit par la dame du Lac, qui lui demande de se rendre immédiatement auprès d'elle. Là, elle lui confie une mission : aller dans la gorge du Chien, trouver le labyrinthe, tuer le minotaure et trouver le bouclier d'airain, qui donne la vie éternelle. Pour assurer la réussite de la mission, elle lui confie un talisman rendant son porteur invulnérable.
Arthur part avec Léodagan et Bohort, mais ce dernier est bien trop froussard pour supporter l'idée même de tenter l'aventure.

### Distribution[14]
- Alexandre Astier : le Roi Arthur,
- Lionnel Astier : Léodagan,
- Nicolas Gabion : Bohort,
- Audrey Fleurot : la dame du Lac,
- Anne Girouard : Guenièvre.